# Mécanisme Asbury

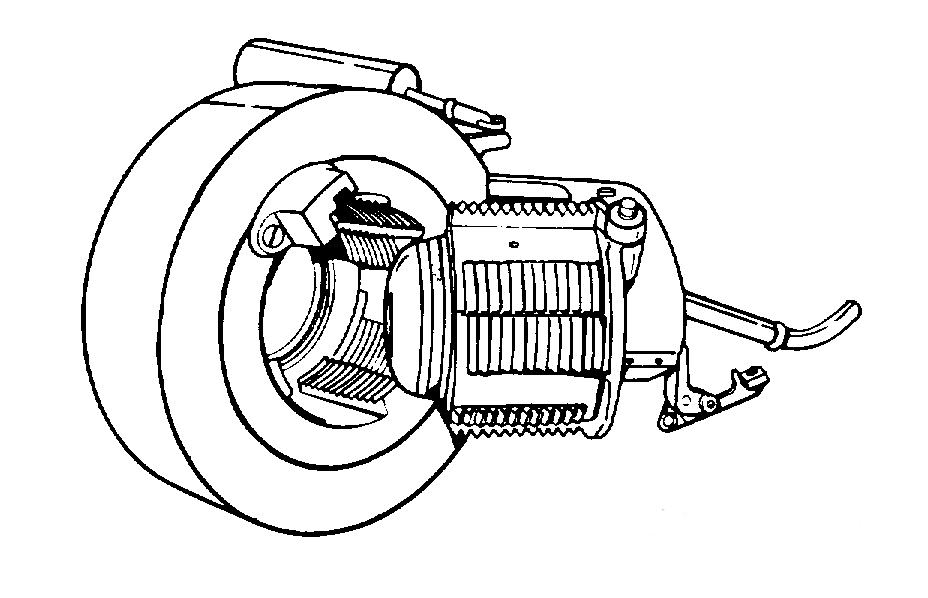
Le levier du mécanisme Asbury à l'extrême droite permet à un membre de l'équipe de rechargement d'ouvrir ou de fermer la culasse en un seul mouvement.

Un mécanisme Asbury permet d’ouvrir et de fermer la culasse de l'artillerie lourde pour son rechargement avec un projectile et des sacs de poudre. Il fut largement utilisé par l'artillerie navale, l'artillerie côtière et les canons ferroviaires durant les guerres mondiales. Le mécanisme fut inventé au chantier naval de Washington en 1916 par le dessinateur Dorsey Frost Asbury. Il est parfois appelé mécanisme Smith-Asbury par la marine américaine en mémoire du superviseur d'Asbury, le capitaine de corvette George Leonard Smith.
Le chargement par culasse de l'artillerie à gros calibre devint possible avec le développement de l'obturateur par le français Charles Ragon de Bange en 1872. La vitesse de rechargement fut améliorée par l'adaptation suédoise du filetage interrompu par Axel Welin en 1890 connue sous le nom de bloc de culasse Welin. Asbury utilisait l'engrenage pour ouvrir complètement une culasse Welin en reliant les mouvements de dévissage, de retrait et d'ouverture en une action continue.